# Lưỡi rồng

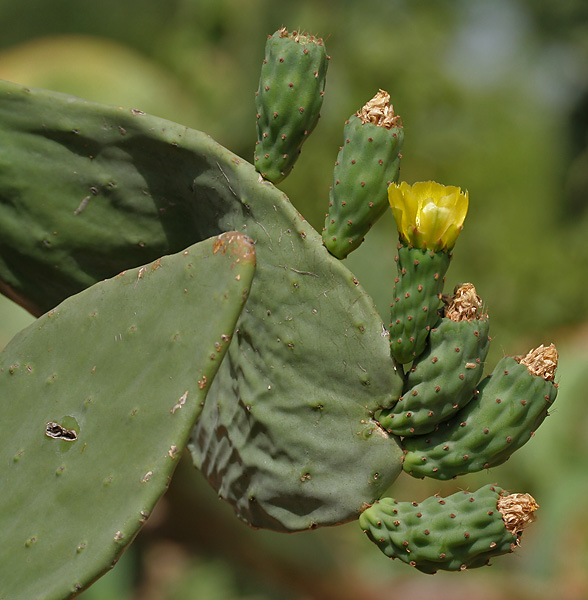
Lưỡi rồng trổ hoa

Cây lưỡi rồng (tên này ít nghe dùng), tên thông dụng là lưỡi long (thổ âm Bình Định gọi là "lữ leng"), xương rồng bánh hay xương rồng tai thỏ  là một loại xương rồng dạng cây bụi trong chi Opuntia, mọc ở vùng khô cằn, bán sa mạc.

## Hình dạng & tập tính

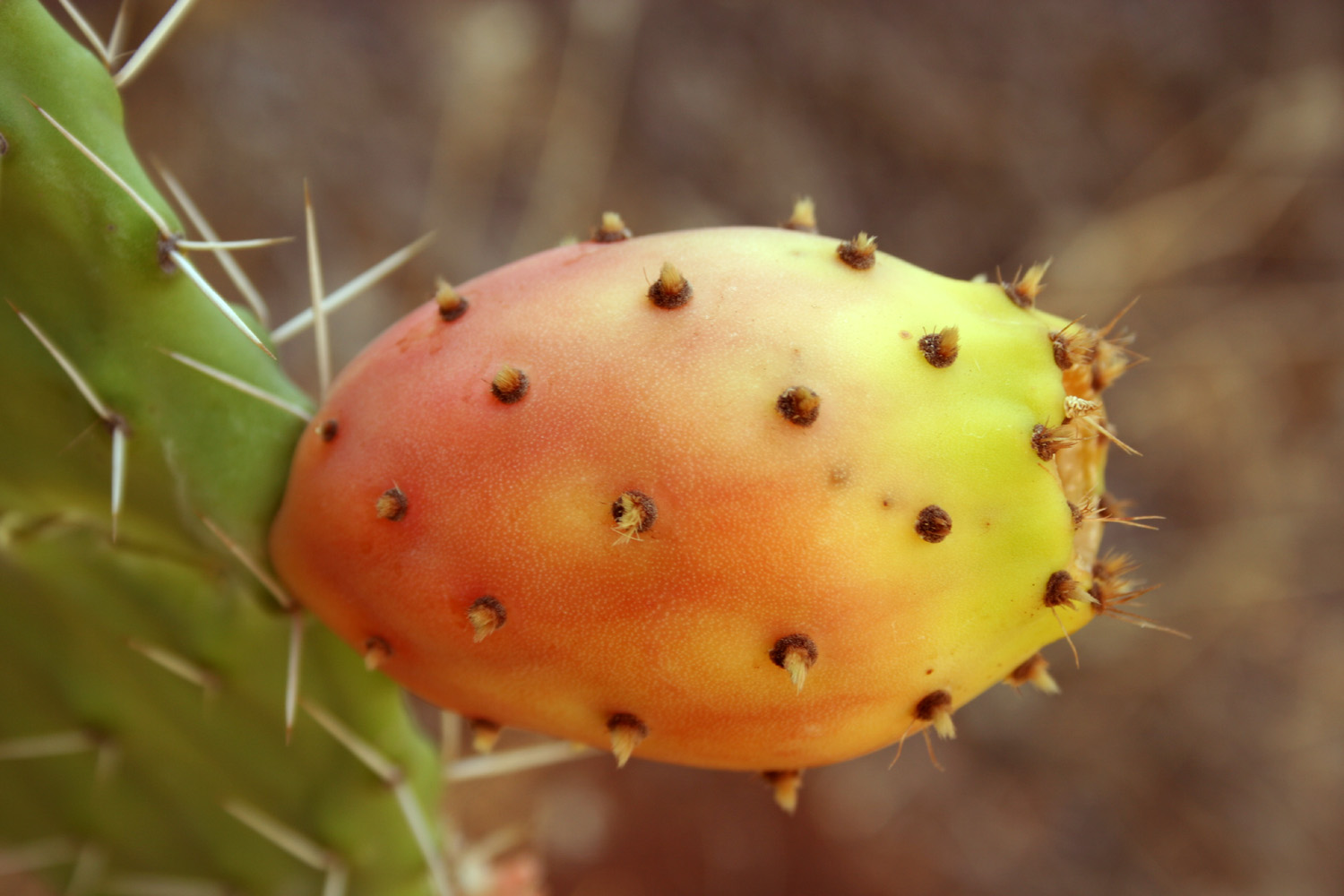
Trái lưỡi rồng đang ngả màu

Loài xương rồng này thường trồng để lấy lá hoặc quả. Vùng bản địa là México nơi thổ dân châu Mỹ thuần hóa đã lâu. Vì dễ lai giống nên lưỡi rồng nay đã có nhiều giống, phân bố khắp miền nhiệt đới, chỉ cần bẻ lá rồi giâm xuống đất. Loài nguyên thủy có lẽ là Opuntia ficus-indica.
Cây lưỡi rồng là loài thực vật lưỡng tính, tự phối, thuộc thể đa bội, có thể đạt 5 mét chiều cao, tùy thuộc vào vũ lượng. Cây chịu hạn được với lá mọng nước, thân dày. Bản lá hình bầu dục và dẹp, thắt lại từng đoạn một. Mặt lá lác đác gai, có lớp da sáp, phản chiếu ánh mặt trời. Ở mỗi điểm thắt lại là nơi nảy hoa khi cây đã hơn hai tuổi. Trái lưỡi rồng màu xanh lục nhạt, khi chín chuyển dần sang màu đỏ thẫm. Mặt lá có gai nhưng lá non thì gai mềm, hình dạng chỉ như cái mụn chứ không cứng.
Hoa lưỡi rồng có ba màu: trắng, đỏ và vàng, đơm bông khoảng Tháng Năm đến đầu mùa hè ở bắc bán cầu. Trái chín từ Tháng Tám đến hết Tháng Mười. Trái hình trứng, chiều ngang 5,5 đến 7 cm, chiều dài 5 đến 11 cm. Trái lớn nặng hơn 200 gram.

### Dùng làm thức ăn

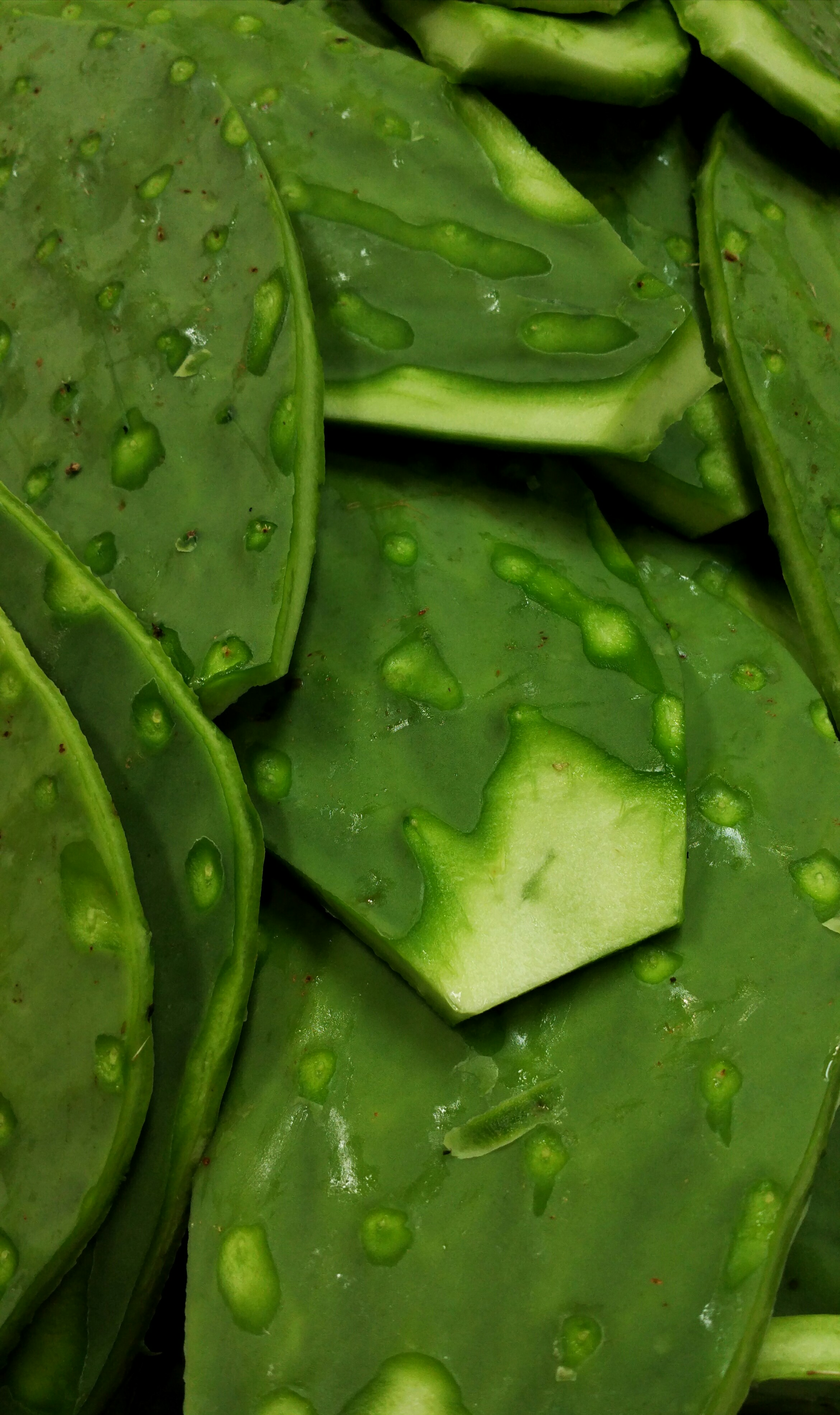
Lá lưỡi rồng tươi bán ở chợ

Lá lưỡi rồng có thể ăn sống sau khi nhặt hết gai. Ở México ngoài lá tươi, cây lưỡi rồng còn được bán dưới dạng đóng hộp và phơi khô. Vị lá hơi chua, giòn nhưng có nhớt. Lá ngon nhất được hái vào mùa xuân.
Ở Việt Nam vùng duyên hải từ Quảng Nam, Quảng Ngãi, Bình Định, Phú Yên người dân có món canh lưỡi rồng nấu với cá hay tôm để giải nhiệt vào mùa hè. Muốn bớt nhớt thì đem lá phơi khô khoảng một ngày trước khi đem dùng. Vùng Quảng Nam thì xào lưỡi rồng với tỏi hoặc làm gỏi.
Trái lưỡi rồng sau khi gọt bỏ vỏ có thể ăn được, vị ngọt. Thịt màu vàng nhạt hay đỏ tím, lẫn hột li ti, có thể ăn trọn.
Ngoài ra lưỡi rồng còn được dùng làm thức ăn cho trâu bò và các loài mục súc.